# Tentativas de Carlos IV da Hungria de retomar o trono
Depois que Miklós Horthy foi escolhido Regente da Hungria em 1 de março de 1920, Carlos I da Áustria, que reinou na Hungria como Carlos IV, fez duas tentativas frustradas de retomar o trono. Suas tentativas também são chamadas de "Primeiro" e "Segundo Golpes de Estado Reais" (em húngaro: első és második királypuccs) respectivamente.

## Antecedentes
Em 13 de novembro de 1918, Carlos emitiu uma proclamação na qual renunciava ao direito de participar dos assuntos de estado húngaros. Ele também liberou os oficiais da metade húngara do império do juramento de lealdade a ele. Isso ocorreu dois dias depois de ele ter emitido uma declaração semelhante se retirando da política austríaca. Embora estas declarações tenham sido descritas como abdicações, Carlos evitou deliberadamente usar esse termo caso o povo de qualquer uma das nações o convocasse.
O último primeiro-ministro húngaro de Carlos, Mihály Károlyi, aproveitou a situação e proclamou a República Democrática Húngara, com ele mesmo como presidente provisório. A contínua ocupação aliada tornou a situação de Károlyi insustentável e, em março de 1919, ele foi afastado do cargo por uma coalizão social-democrata-comunista que proclamou a República Soviética Húngara. Sob o líder comunista Béla Kun, a Hungria se tornou a segunda nação comunista do mundo. No entanto, o governo de Kun foi derrubado em agosto pelas Forças Armadas Romenas. Por fim, o arquiduque José Augusto, primo de Carlos, assumiu o poder como regente de Carlos, apenas para ser forçado a sair quando os Aliados se recusaram a reconhecê-lo.
Logo ficou claro que os Aliados não aceitariam um Habsburgo como chefe de estado da Hungria. Finalmente, em março de 1920, Miklós Horthy, o último comandante da Marinha Austro-Húngara, foi nomeado regente da Hungria.

## Crise da Páscoa
A primeira tentativa de golpe do antigo rei começou em 26 de março de 1921. Era o Sábado Santo daquele ano: a dieta não estava em sessão, o corpo diplomático estava no campo e o regente Horthy planejava férias tranquilas com sua família no palácio real. Carlos, motivado por sugestões de sua comitiva suíça imediata e confiando nas promessas de certos círculos monarquistas europeus, aproveitou essa tranquilidade. Apesar dos avisos de muitos de seus apoiadores e do próprio Horthy de que não era o momento certo para retornar ao trono, ele estava otimista, acreditando que a mera notícia de seu reaparecimento e a disposição de Horthy de entregar o poder reacenderiam o amor dos húngaros por seu rei. As suas negociações secretas com o primeiro-ministro francês, Aristide Briand, levaram-no a esperar o apoio francês se tivesse sucesso, e nenhuma intervenção armada dos vizinhos da Hungria.
Na época, a dieta húngara era dominada por dois partidos monarquistas de direita, o Partido da União Nacional Cristã e os Pequenos Agricultores. A diferença era que a maioria dos membros da União Cristã eram legitimistas, vendo Carlos IV como o rei legítimo da Hungria e favorecendo sua restauração ao poder. A maioria dos pequenos proprietários eram eleitores livres e acreditavam que os húngaros agora eram livres para escolher como rei qualquer pessoa que desejassem.
Sem bigode e armado com um passaporte espanhol falsificado, Carlos deixou sua vila suíça e chegou sem ser detectado em Szombathely em 26 de março. Lá, ele foi até o palácio do Conde János Mikes, um legitimista proeminente; a notícia se espalhou rapidamente entre os legitimistas locais e, nas primeiras horas de 27 de março, Carlos tinha um pequeno conselho privado, incluindo József Vass, Ministro da Educação de Horthy, e o Coronel Antal Lehár. Este último colocou a si mesmo e seus soldados à disposição de Carlos, mas alertou sobre riscos militares significativos. Carlos concordou em convocar o primeiro-ministro, conde Pál Teleki (que estava hospedado nas proximidades) para negociações. Teleki, despertado de seu sono às 2h00 da manhã, murmurou "muito cedo, muito cedo" diante de Carlos e o incentivou a retornar, afirmando que, caso contrário, uma guerra civil iria estourar e a Pequena Entente interviria. Por fim, ficou acordado que Carlos deveria encontrar Horthy; Teleki partiu de carro para Budapeste às 6h30, com Carlos seguindo uma hora depois. O carro de Teleki chegou muito mais tarde naquele dia, tendo feito uma curva errada; alguns suspeitam que a "curva errada" foi um pretexto de Teleki para permanecer alheio, já que a estrada Szombathely-Budapeste é reta.
Carlos chegou ao palácio sem ser anunciado no início da tarde do dia 27, no momento em que Horthy estava se sentando para um jantar de Páscoa com sua esposa. O ajudante de ordens de Horthy tentou afastá-lo da mesa, mas a esposa de Horthy, Magdolna, insistiu que seu marido deveria pelo menos ter permissão para terminar a sopa em paz. Horthy então se retirou e, não tendo tempo para telefonar para seus conselheiros, enfrentou a situação sozinho. Em poucos minutos, ele estava abraçando Carlos e o conduzindo ao escritório do regente (antigo rei). Seguiu-se uma discussão emocionante de duas horas que Horthy mais tarde descreveria como "os momentos mais difíceis de toda a minha vida" e uma experiência "completamente odiosa". Carlos agradeceu a Horthy por seus serviços como regente, mas disse que havia chegado a hora de "entregar o poder a mim"; Horthy respondeu: "Isso é um desastre. Em nome de Deus, Vossa Majestade deve partir imediatamente e retornar à Suíça, antes que seja tarde demais e as Potências saibam de sua presença em Budapeste". Carlos disse que havia "queimado suas pontes" e, falando em alemão, passou o resto da reunião usando vários argumentos para quebrar a resistência do perturbado Horthy. Ele lembrou Horthy de sua promessa chorosa de lealdade feita no Palácio de Schönbrunn em novembro de 1918, e do juramento de obediência ao monarca dos Habsburgos, do qual ele nunca foi libertado. Horthy lembrou-lhe que ele havia recentemente feito um juramento à nação húngara. Chocado com a teimosia de Horthy, Carlos finalmente disse: "Eu mantenho minha posição. Vou lhe dar cinco minutos para pensar sobre isso". Durante esta pausa, Horthy se recompôs (Carlos parecia exausto), reiterou seu medo de uma guerra civil e ficou cético quanto à afirmação de Carlos de ter garantias de apoio de Briand. Horthy foi criado Príncipe de Otranto e Szeged e foi condecorado com a Grã-Cruz da Ordem Militar de Maria Teresa, duas distinções que ele não usou.
Foi alcançada uma trégua provisória de três semanas, que ambos os homens interpretaram de forma diferente. Horthy esperava que Carlos deixasse a Hungria e marchasse para Viena ou se retirasse para a Suíça. Carlos presumiu que, independentemente de invadir ou não a Áustria, Horthy se esforçaria para facilitar sua restauração em três semanas. Saindo por uma porta dos fundos e pegando um resfriado (não recebeu nenhum sobretudo), Carlos foi levado para Szombathely enquanto Horthy passou a noite relatando o encontro de forma cada vez mais dramática. Nos dias seguintes, ambos os homens permaneceram firmes, mas a posição de Carlos começou a sofrer. Em 28 de março, os enviados da Tchecoslováquia e da Iugoslávia declararam que a restauração seria um casus belli; em 1º de abril, a dieta (com a abstenção dos legitimistas) aprovou uma resolução unânime elogiando a conduta de Horthy e endossando o status quo, e os pedidos pela prisão de Carlos aumentaram (Horthy recusou terminantemente); em 3 de abril, Briand negou publicamente que qualquer acordo tivesse sido feito. Com o exército ainda leal a Horthy, Carlos partiu relutantemente de trem em 5 de abril, chegando ao Palácio de Hertenstein no dia seguinte. Uma proclamação sua de que ele era o governante legítimo da Hungria apareceu em jornais húngaros em 7 de abril. O governo suíço impôs limites mais rigorosos à sua actividade política.
Carlos deixou a Hungria com uma profunda antipatia por Horthy, persistindo em sua crença de que as grandes potências não se oporiam à restauração e que (apesar da votação no Parlamento), o povo húngaro realmente ansiava por seu retorno. De fato, nenhuma demonstração de apoio ocorreu na Hungria durante a "Crise da Páscoa", exceto em pequena escala nos condados ocidentais tradicionalmente monarquistas, e embora ele tenha sido tratado respeitosamente em Szombathely, os oficiais vacilaram em seu apoio e o povo, em geral, o tratou com indiferença. Um Teleki abalado e gravemente danificado renunciou em 6 de abril e Horthy nomeou o conde István Bethlen em seu lugar oito dias depois.

## Interlúdio
Em junho, os legitimistas, percebendo que o governo não estava tomando nenhuma medida real para trazer Carlos de volta, lançaram uma grande ofensiva contra Horthy e Bethlen. Embora Bethlen fosse um legitimista de coração, ele era sóbrio o suficiente para perceber que não havia chance de uma monarquia restaurada naquela época. Eles pretendiam minar o prestígio de Horthy, enfraquecer seu poder e criar condições favoráveis para o retorno de Carlos. Em resposta, Horthy e Bethlen iniciaram discussões secretas com líderes legitimistas no início de agosto (preferindo lidar com eles do que com a facção pró-democracia dos pequenos agricultores de István Szabó de Nagyatád). Em princípio, já em Agosto, o governo começou a preparar o regresso de Carlos: por exemplo, no final desse mês, o ministro húngaro em Paris informou os líderes do Ministério dos Negócios Estrangeiros francês que o seu regresso era inevitável devido à opinião pública.

## Marcha sobre Budapeste
Em 21 de outubro, Bethlen, tendo chegado a um acordo com o líder legitimista Andrássy, fez um discurso inoportuno aos aristocratas legitimistas moderados em Pécs, declarando que "o exercício do poder real não é apenas um direito, mas uma necessidade"; que a declaração de Carlos de novembro de 1918, renunciando à participação na condução dos assuntos de estado, foi feita sob coação e, portanto, inválida; e que ele iniciaria negociações com as Grandes Potências no "momento apropriado" para convencê-las a aceitar uma restauração. No entanto, ele também denunciou tentativas de restaurar Carlos pela força.
No dia anterior, após ditar seu testamento, Carlos fez um voo ousado do aeroporto de Dübendorf em um monoplano Ad Astra Aero Junkers F-13, pousando secretamente no oeste da Hungria. Em 23 de outubro, um plebiscito determinado pelo Tratado de Versalhes foi programado para ocorrer em Burgenland (com uma escolha entre Áustria e Hungria em oferta), e em meados de outubro o Coronel Lehár, o Conde Gyula Ostenburg-Moravek e outros oficiais legitimistas decidiram tirar vantagem da situação tensa, enviando a Carlos uma mensagem de que ele deveria tentar tomar o poder antes de 23 de outubro. Eles escreveram: "A situação política interna é tal que, quando Sua Majestade entrar em Budapeste, não se espera nenhum tipo de oposição. Ao contrário, a restauração será recebida em todos os lugares com júbilo". Sem saber que alguns dos mais proeminentes legitimistas da Hungria não tinham conhecimento do plano, Carlos pensou que este era o tão esperado pedido de ajuda da nação húngara, declarando: "Os húngaros precisam de mim". Ele estava preparado para tomar o poder pela força, assumindo que a Pequena Entente não conseguiria montar um ataque dentro de um ou dois dias, e que as Grandes Potências aceitariam um facto consumado nessa altura.
Após desembarcar em um campo pertencente ao conde legitimista József Cziráky na vila de Dénesfa, Carlos rapidamente seguiu para Sopron. Não tendo intenção de buscar um acordo com Horthy, cujo gabinete ele considerava ilegítimo, ele formou um governo provisório:
- Primeiro-ministro: István Rakovszky
- Ministro do Interior: Ödön Beniczky
- Ministro das Relações Exteriores: Conde Gyula Andrássy, altamente cético e desanimado, mas zeloso
- Ministro das Finanças e Indústria: Gusztáv Gratz
- Ministro da Defesa: Barão Antal Lehár
- Ministro da Educação: Conde Albert Apponyi.

Na tarde de 21 de outubro, enquanto Bethlen falava, um grupo de trens blindados estava sendo equipado em Sopron. Esta armada real era guardada pelas tropas de Ostenburg, que aparentemente foram informadas de que o comunismo havia irrompido em Budapeste e que Horthy havia pedido a ajuda de Carlos para restaurar a ordem. Em uma emocionante cerimônia de massa, o batalhão fez o tradicional juramento de lealdade Honvéd a "Carlos de Habsburgo, Rei da Hungria e Rei da Boêmia". Partindo para Budapeste (cerca de 190km de distância) no final daquela manhã, a armada procedeu mais como uma excursão cerimonial no campo do que um avanço militar implacável, parando em cada estação da vila para que a guarnição local e autoridades públicas fizessem o juramento de lealdade e para permitir que grupos de camponeses leais gritassem "viva o Rei!" e prestassem homenagem ao casal real. Foram necessárias dez horas para percorrer os 80km da viagem de Sopron-Győr, um atraso que permitiu a Horthy se reagrupar.
Um relatório chegou a Horthy no final de 21 de outubro; ele ficou chocado que Lehár e Ostenburg o tivessem traído. Bethlen presidiu uma reunião de gabinete na manhã seguinte às 9h30 sou, e lá ele comunicou sua decisão de que a força seria usada se necessário. Horthy, citando o perigo de a Hungria ser destruída, fez uma proclamação militar de que manteria o poder e exigiu lealdade de seu exército. Muitos oficiais, especialmente os mais velhos, preferiam uma estratégia de "esperar para ver", e a maioria daqueles cujas unidades estavam estacionadas ao longo do caminho da armada real achavam impossível (ou inconveniente) ser desleal a Carlos. Os oficiais e soldados da guarnição de Győr fizeram o juramento de lealdade na época em que Horthy fez sua proclamação; Komárom também capitulou mais tarde naquele dia. Os mais altos oficiais militares em Budapeste estavam relutantes em assumir o comando das forças do governo, e vários recusaram a tarefa. Além disso, dos doze comandantes de batalhões fora de Budapeste, apenas dois relataram que poderiam chegar à cidade prontos para o combate até o dia 23, e a guarnição de Budapeste era suspeita de falta de confiabilidade. As potências da Entente reafirmaram sua oposição à restauração, enquanto os ministros checoslovaco, iugoslavo e romeno declararam que tal medida seria considerada um casus belli. Horthy enviou uma carta a Carlos, implorando que ele desistisse, mas este nem sequer leu a carta. Gyula Gömbös conseguiu, no entanto, reunir um batalhão desorganizado de 400 a 500 voluntários mal equipados (muitos estudantes da Universidade de Budapeste) para serem usados no reforço do escasso apoio do exército.
Na manhã de 23 de outubro, a Hungria parecia à beira de uma guerra civil. O exército de Carlos estava nos arredores de Budapeste, 32km de trilhos livres da estação ferroviária suburbana de Kelenföld. A lei marcial foi declarada em Budapeste, enquanto a Tchecoslováquia estava se mobilizando. O enviado britânico Thomas Hohler enviou um telegrama a Londres afirmando que "tudo está perdido", antecipando a entrada de Carlos em Budapeste naquela tarde. Horthy recebeu a notícia de que se os legitimistas lançassem um ataque, a defesa entraria em colapso.
O primeiro indício de uma reviravolta nos acontecimentos ocorreu às 9h, quando o general legitimista Pál Hegedűs chegou à estação de Kelenföld. Um tanto hesitante, ele foi persuadido a ver Horthy e Bethlen pessoalmente. Este último denunciou a "empresa louca" de Carlos, enquanto Hohler informou Hegedűs que a Grã-Bretanha "nunca reconheceria Carlos e nunca permitiria o retorno de um Habsburgo". Ele alertou que Budapeste, se tomada pelas tropas reais, seria ocupada pelos tchecos dentro de uma semana. Hegedűs, que confiara nas garantias de Carlos de que as grandes potências o apoiavam, negou agora estar associado a ele e ofereceu-se para negociar um armistício.
Após se encontrar com o general, Horthy foi com Gömbös até a estação, guardada por uma força majoritariamente voluntária. Em um discurso empolgante, ele pediu que as tropas mantivessem suas posições, caso contrário a Áustria-Hungria seria revivida e a Hungria retomaria sua posição inferior. Gömbös exortou-os a lutar, alegando que o exército de Carlos consistia principalmente de "aventureiros austríacos e checos".
Essa intervenção encorajou o exército, pois houve fogo esporádico na direção das forças de Carlos durante toda a manhã. Além disso, algum tempo antes do meio-dia, um contingente avançado do exército de Ostenburg foi alvejado ao se aproximar da estação. No único confronto militar significativo da tentativa de restauração, 14 soldados do governo e cinco de Ostenburg foram mortos na Batalha de Budaörs (uma vila perto da capital). A notícia da escaramuça (que resultou numa vitória do governo) eletrizou os oficiais do ex-rei, pois eles presumiram que marchar sobre Budapeste seria sem derramamento de sangue; a guerra civil era agora perfeitamente possível.
Ao meio-dia de 23 de outubro, a maré estava claramente mudando na direção de Horthy, e o regente começou a recuperar sua confiança. Naquela tarde, quando Hegedűs retornou ao quartel-general militar real, a leste de Kelenföld, o clima no corpo de oficiais húngaros também se tornou mais favorável a Horthy. Para aumentar ainda mais a desilusão, muitos acreditavam que Horthy acolheria bem o retorno de Carlos e que a marcha era em grande parte cerimonial; e que não houve nenhuma erupção bolchevique. Vendo que Horthy estava determinado a resistir, Carlos concordou relutantemente com as negociações de armistício, organizando uma trégua até a manhã seguinte.
As negociações começaram em Biatorbágy às 8h do dia 24 de outubro, momento em que Horthy já tinha uma vantagem militar decisiva. Termos severos foram redigidos (Carlos foi chamado para ordenar que suas tropas depusessem as armas e entregassem todo o material de guerra); a segurança de Carlos seria garantida se ele abdicasse por escrito. Em troca, todos os apoiadores da restauração, "exceto agitadores e líderes", seriam anistiados. Enquanto Carlos lia esses termos, tiros foram disparados e uma bala perdida atingiu o trem real; ele foi rapidamente colocado no trem, que começou a se mover para o oeste. Os indignados Lehár e Ostenburg pediram uma "última resistência" e uma "luta até a última gota de sangue", mas Carlos, em resignação, ordenou que o trem parasse e de sua janela gritou: "Lehár! Ostenburg! Parem e voltem aqui! Eu proíbo qualquer outra luta! Tudo isso agora é completamente sem sentido..." Ele então ditou uma ordem de rendição.
O governo agora agiu decisivamente para restaurar a ordem interna e neutralizar a crescente crise internacional. Legitimistas proeminentes como o Conde Sigray, o Conde Andrássy e Gusztáv Gratz foram presos. O rei e a rainha, temporariamente abrigados na propriedade do conde Móric Esterházy, foram presos em Tata e colocados sob custódia militar em um mosteiro em Tihany. Carlos atendeu a todos os pedidos, exceto que não abdicou do trono.
Apesar da clara vitória do governo, a Tchecoslováquia e a Iugoslávia se recusaram a desmobilizar as divisões do exército que estavam posicionadas nas fronteiras da Hungria. Em 29 de outubro, Edvard Beneš, Ministro das Relações Exteriores da Tchecoslováquia, esperando explorar a situação, apresentou um ultimato ameaçando uma invasão se os Habsburgos não fossem destronados, a Pequena Entente não participasse do desarmamento da Hungria e a Hungria não demonstrasse disposição de compensar Praga pela mobilização de suas tropas. Horthy achou isso ultrajante, embora Hohler o tenha dissuadido de mobilizar seu próprio exército para resistir à invasão. Em 1º de novembro, quando uma invasão parecia iminente, Bethlen informou Hohler que a Hungria se colocava inteiramente nas mãos das grandes potências e se conformaria com suas decisões. Ele deu garantias de que a legislação seria aprovada excluindo os Habsburgos, e Horthy instou seus oficiais a evacuar todos os insurgentes do oeste da Hungria, caso contrário, ele próprio o faria.

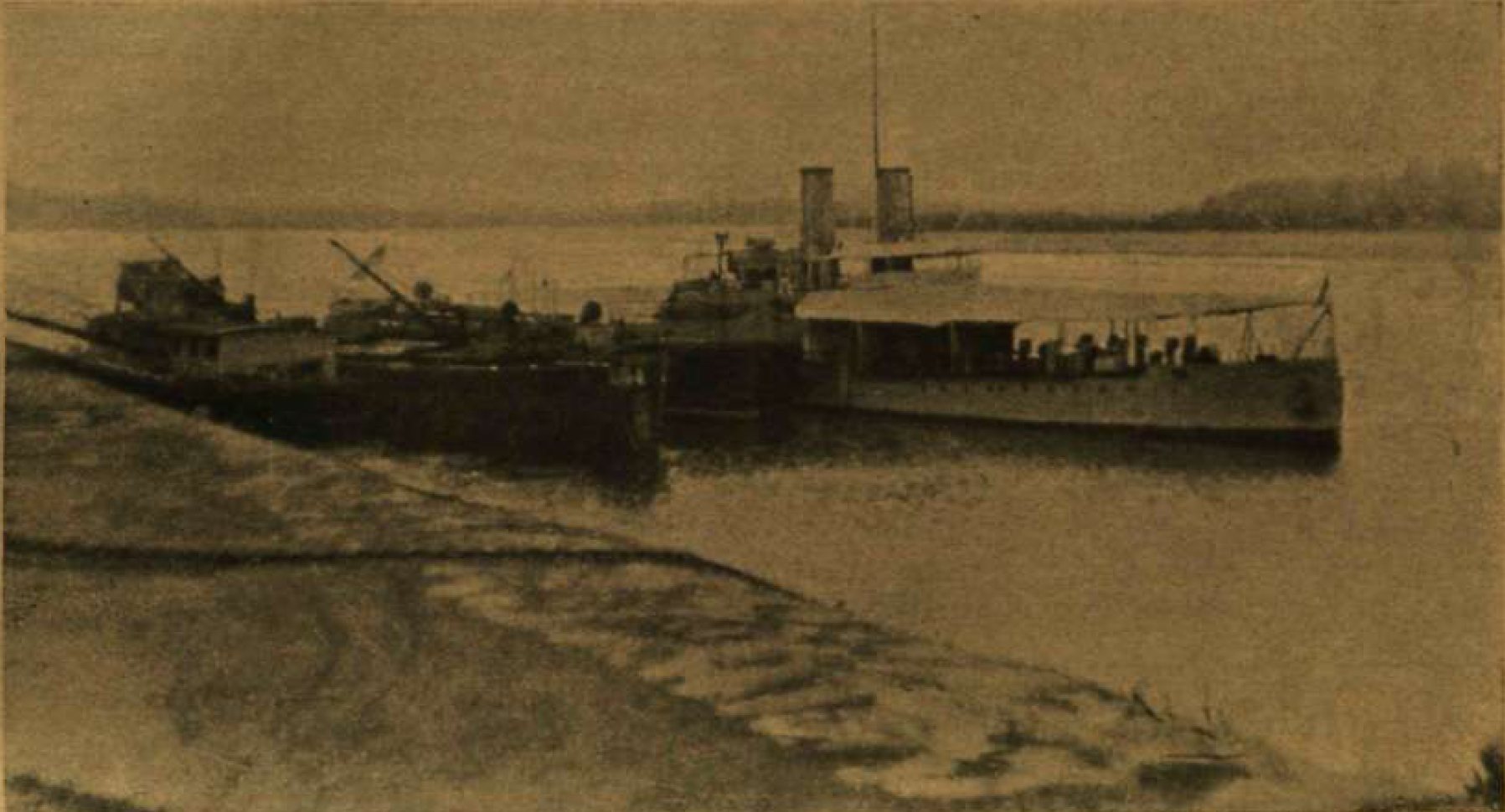
ancorando em Baja

A manobra de Bethlen, o apelo de Horthy, a partida de Carlos e Zita em 1º de novembro e as severas advertências britânicas e francesas a Beneš neutralizaram a crise. Em 3 de novembro, Bethlen apresentou ao Parlamento um projeto de lei que anularia a Sanção Pragmática de 1713. Aprovada em 6 de novembro, essa lei essencialmente destronou a dinastia dos Habsburgos, embora a Hungria permanecesse uma monarquia e um Habsburgo pudesse teoricamente ser eleito rei no futuro. Carlos, tendo sido levado pelo Danúbio até Galaţi, Romênia, foi mais tarde forçado ao exílio na Madeira. Abalado pelo fracasso, sua saúde piorou mês a mês até sua morte em 1º de abril de 1922. Ficou claro que seu filho de 10 anos e herdeiro Oto não desempenharia um papel político ativo por anos, e o movimento monarquista húngaro nunca recuperaria sua antiga influência. Para surpresa de muitos, porém, Horthy apareceu em um serviço memorial realizado para Carlos na Igreja de Matias em Budapeste logo depois, cumprindo um dever final para com seu antigo rei.